# CHL Defenceman of the Year

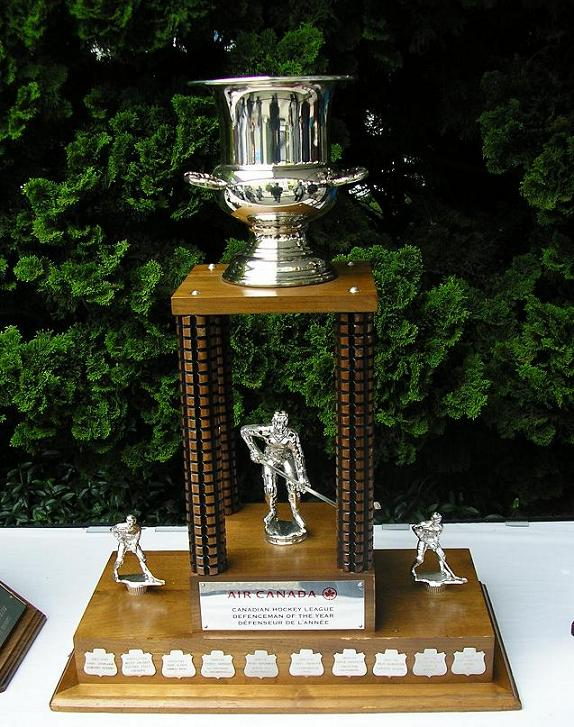
CHL Defenceman of the Year Award

Der CHL Defenceman of the Year Award ist eine Auszeichnung der Canadian Hockey League. Er wird seit Ende der Saison 1987/88 jährlich an den besten Verteidiger der drei großen kanadischen Juniorenligen vergeben. Zur Wahl stehen jeweils der Gewinner der Bill Hunter Memorial Trophy (bester Verteidiger der Western Hockey League), der Max Kaminsky Trophy (bester Verteidiger der Ontario Hockey League) und der Trophée-Émile-Bouchard-Gewinner (bester Verteidiger der Ligue de hockey junior majeur du Québec).

## Gewinner
| Jahr    | Spieler             | Team                                     | Liga           |
| ------- | ------------------- | ---------------------------------------- | -------------- |
| 2024/25 | Sam Dickinson       | London Knights                           | OHL            |
| 2023/24 | Zayne Parekh        | Saginaw Spirit                           | OHL            |
| 2022/23 | Olen Zellweger      | Kamloops Blazers                         | WHL            |
| 2021/22 | Nathan Staios       | Hamilton Bulldogs                        | OHL            |
| 2020/21 | nicht vergeben      | nicht vergeben                           | nicht vergeben |
| 2019/20 | Noel Hoefenmayer    | Ottawa 67’s                              | OHL            |
| 2018/19 | Ty Smith            | Spokane Chiefs                           | WHL            |
| 2017/18 | Nicolas Hague       | Mississauga Steelheads                   | OHL            |
| 2016/17 | Thomas Chabot       | Saint John Sea Dogs                      | LHJMQ          |
| 2015/16 | Iwan Proworow       | Brandon Wheat Kings                      | WHL            |
| 2014/15 | Anthony DeAngelo    | Sarnia Sting Sault Ste. Marie Greyhounds | OHL            |
| 2013/14 | Derrick Pouliot     | Portland Winterhawks                     | WHL            |
| 2012/13 | Ryan Sproul         | Sault Ste. Marie Greyhounds              | OHL            |
| 2011/12 | Dougie Hamilton     | Niagara IceDogs                          | OHL            |
| 2010/11 | Ryan Ellis          | Windsor Spitfires                        | OHL            |
| 2009/10 | David Savard        | Moncton Wildcats                         | LHJMQ          |
| 2008/09 | Jonathon Blum       | Vancouver Giants                         | WHL            |
| 2007/08 | Karl Alzner         | Calgary Hitmen                           | WHL            |
| 2006/07 | Kris Russell        | Medicine Hat Tigers                      | WHL            |
| 2005/06 | Keith Yandle        | Moncton Wildcats                         | LHJMQ          |
| 2004/05 | Danny Syvret        | London Knights                           | OHL            |
| 2003/04 | James Wisniewski    | Plymouth Whalers                         | OHL            |
| 2002/03 | Brendan Bell        | Ottawa 67’s                              | OHL            |
| 2001/02 | Dan Hamhuis         | Prince George Cougars                    | WHL            |
| 2000/01 | Marc-André Bergeron | Cataractes de Shawinigan                 | LHJMQ          |
| 1999/00 | Micki DuPont        | Kamloops Blazers                         | WHL            |
| 1998/99 | Brad Stuart         | Calgary Hitmen                           | WHL            |
| 1997/98 | Derrick Walser      | Rimouski Océanic                         | LHJMQ          |
| 1996/97 | Sean Blanchard      | Ottawa 67’s                              | OHL            |
| 1995/96 | Bryan Berard        | Detroit Junior Red Wings                 | OHL            |
| 1994/95 | Nolan Baumgartner   | Kamloops Blazers                         | WHL            |
| 1993/94 | Steve Gosselin      | Chicoutimi Saguenéens                    | LHJMQ          |
| 1992/93 | Chris Pronger       | Peterborough Petes                       | OHL            |
| 1991/92 | Drake Berehowsky    | North Bay Centennials                    | OHL            |
| 1990/91 | Patrice Brisebois   | Drummondville Voltigeurs                 | LHJMQ          |
| 1989/90 | John Slaney         | Cornwall Royals                          | OHL            |
| 1988/89 | Bryan Fogarty       | Niagara Falls Thunder                    | OHL            |
| 1987/88 | Greg Hawgood        | Kamloops Blazers                         | WHL            |